# Harry Nyquist
Harry Nyquist (pron. [nʏ:kvɪst], no [naɪkwɪst]) (Nilsby, Värmland, 7 de febrer de 1889 - Harlingen, Texas, 4 d'abril de 1976) fou un enginyer nord-americà d'origen suec que va contribuir de forma important al desenvolupament de la teoria de la informació.

## Biografia
Tot i néixer a Suècia va emigrar als Estats Units d'Amèrica el 1907. Va començar els seus estudis a la Universitat de Dakota del Nord el 1912. Va realitzar un doctorat en Física a la Universitat Yale el 1917. Va treballar per a AT&T des del 1917 fins al 1934 i després va passar a Bell Telephone Laboratories.
Com a enginyer en els laboratoris de Bell, va descriure el soroll de Johnson-Nyquist i va desenvolupar la teoria matemàtica de l'estabilitat dels amplificadors realimentats.
Juntament amb Herbert E. Ives, va ajudar a desenvolupar les primeres màquines facsímil d'AT&T que es van fer públiques el 1924. El 1932, va publicar un article clàssic sobre l'estabilitat dels amplificadors de retroalimentació. El criteri d'estabilitat de Nyquist ara es pot trobar en molts llibres de text sobre teoria de control de retroalimentació.
El seu treball teòric en la determinació dels requeriments de l'amplada de banda per a la transmissió de la informació, va ser publicat a "Certain factors affecting telegraph speed" (Bell System Technical Journal, 3, 324-346, 1924), va contribuir a la fundació dels avenços posteriors realitzats per Claude Shannon, el qual va conduir al desenvolupament de la Teoria de la Informació.
El 1927, Nyquist va determinar que un senyal analògic limitat en banda hauria de ser mostrejat com a mínim amb una freqüència doble que l'amplada de banda del senyal per a ser convertit en una representació adequada en forma digital. Nyquist va publicar els seus resultats a l'article "Certain temes en Telegraph Transmission Theory" (1928). Aquesta regla ara és coneguda com el Teorema de mostreig de Nyquist-Shannon.
Es va retirar de Bell Labs a 1954 i va morir a Harlingen, Texas.